# Proyecto XO
El Proyecto XO (XO Project) es un equipo internacional de astrónomos aficionados y profesionales, centrados en la tarea de identificar planetas extrasolares. Son liderados por Peter McCullough del Space Telescope Science Institute. Fue fundado por el Programa Origins de la NASA, y por el Fondo discrecional del Director del Space Telescope Science Institute.

## Forma de trabajo
Inicialmente la identificación de estrellas candidatas de tener exoplanetas comienza un telescopio en Haleakala, Hawái, con un equipo profesional de astrónomos. Una vez que detectan una estrella que tenga variaciones periódicas en su luminosidad, la información es enviada a un equipo de astrónomos aficionados, para que la investiguen en búsqueda de información adicional, que preferentemente indique que los tránsitos de uno o más planetas generan las pérdidas de luminosidad. Luego, si esto sucede, la información recolectada es enviada al Observatorio McDonald de la Universidad de Texas, para que un segundo grupo profesional de astrónomos confirme o descarte la presencia del planeta extrasolar.
...

## Equipamiento
McCullough y su equipo emplean un telescopio relativamente barato, llamado Telescopio XO, hecho a partir de equipos profesionales. Consta de dos teleobjetivos de 200 milímetros, ensamblados en una forma similar a un par de binoculares. Se encuentra en la cima del volcán Haleakalā en Hawái.

## Descubrimientos
el proyecto ha identificado tres planetas extrasolares:
- XO-1b: El primero identificado, es un planeta joviano que orbita una estrella similar al sol en la Constelación de Corona Borealis a 600 años luz de distancia. Fue reportado el 16 de mayo de 2006 en la revista Newswise.
- XO-2b: Es un planeta del tipo Júpiter caliente, que orbita una estrella de la Constelación de Lince a 490 años luz de distancia.
- XO-3b: Es un Júpiter caliente de 13 veces la masa de Júpiter, que se encuentra en la Constelación de Camelopardalis a 850 años luz de distancia. Su masa tan elevada hace dudosa su calificación, ya que puede ser una enana marrón en vez de un planeta.